# 7초 (드라마)
《7초》(영어: Seven Seconds)는 2018년 2월 23일 넷플릭스에서 공개한 미국의 범죄 드라마 텔레비전 시리즈이다.
리지나 킹은 이 시리즈를 통해 2018년 제70회 프라임타임 에미상 리미티드 시리즈·영화 부문 여우 주연상을 수상하고, 2019년 제76회 골든 글로브상 미니시리즈·텔레비전 영화 부문 여우 주연상 후보에 지명되었다.

## 개요
저지시티 경찰서 폭력 조직·마약 전담반 형사인 폴란드계 미국인 피터는 운전 중 사고로 흑인 10대 소년 브렌턴 버틀러를 친다. 당황한 피터는 동료들에게 연락하고, 이들은 마약상들과 거래하는 부패한 반장 마이크의 주도 하에 은폐를 시도한다.

## 출연진
메인
- 클레어호프 애시티 - K.J. 하퍼 역: 지방 검사보.
- 보 냅 - 피터 마이클 저블론스키 형사 역
- 마이클 모즐리 - 조 "피시" 리널디 형사 역
- 데이비드 라이언스 - 마이크 디앤절로 형사 역
- 라울 카스티요 - 필릭스 오소리오 형사 역
- 러셀 혼즈비 - 아이제이아 버틀러 역: 브렌턴의 아버지.
- 리지나 킹 - 러트리스 버틀러 역: 브렌턴의 어머니.
- 미셸 벤티미야 - 마리 저블론스키 역: 피터의 아내.

리커링
- 나디아 알렉산더 - 네이딘 매캘리스터 역: 증인.
- 제러미 데이비드슨 - 제임스 코널리 역: 지방 검사.
- 그레천 몰 - 샘 헤너시 역: 변호사.